# Xenia (plantas)

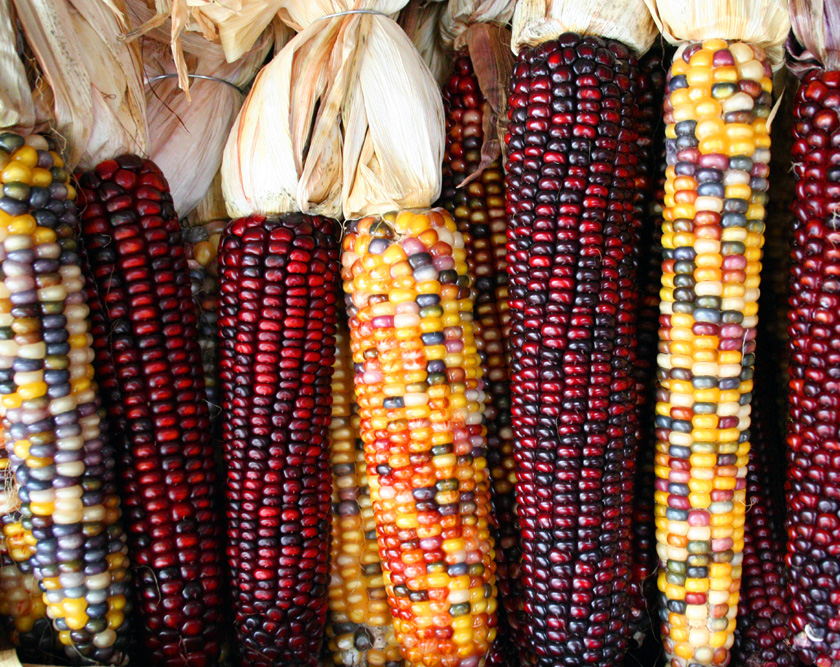
Efectos de xenia en el maíz

Xenia (también conocido como el efecto Xenia) en las plantas es el efecto del polen en las semillas y frutos de la planta fertilizada. El efecto es independiente de la contribución del polen hacia la próxima generación. 
El término fue acuñado en 1881 por el botánico Wilhelm Olbers Focke para referirse a los efectos en los tejidos maternos, incluyendo la cubierta de la semilla y el pericarpio, pero en ese momento también se pensaba que el endospermo era un tejido materno, y el término se asoció estrechamente con los efectos del endospermo. El término metaxenia se acuñó más tarde y todavía a veces se usa para describir los efectos en los tejidos puramente maternos. 

## Efectos del endospermo en la semilla
Uno de los ejemplos más familiares de xenia son los diferentes colores que se pueden producir en el maíz (Zea mays) mediante el surtido de alelos a través de granos de polen individuales. Tales mazorcas de maíz se cultivan con fines decorativos. 
El tejido endospermático, que constituye la mayor parte de la semilla de maíz, no es producido por la planta madre, sino que es producto de la fertilización, y los factores genéticos transportados por el polen afectan su color. Por ejemplo, una raza de semillas amarillas puede tener su color amarillo determinado por un alelo recesivo. Si recibe polen de una raza de semillas moradas que tiene una copia de un alelo dominante para el color púrpura y una copia del alelo recesivo para la semilla amarilla, la mazorca resultante tendrá algunas semillas amarillas y algunas moradas. 
Las cualidades afectadas en el endospermo del sorgo pueden incluir almidón, dulzura, cera u otros aspectos.

## Efectos de crecimiento de frutas

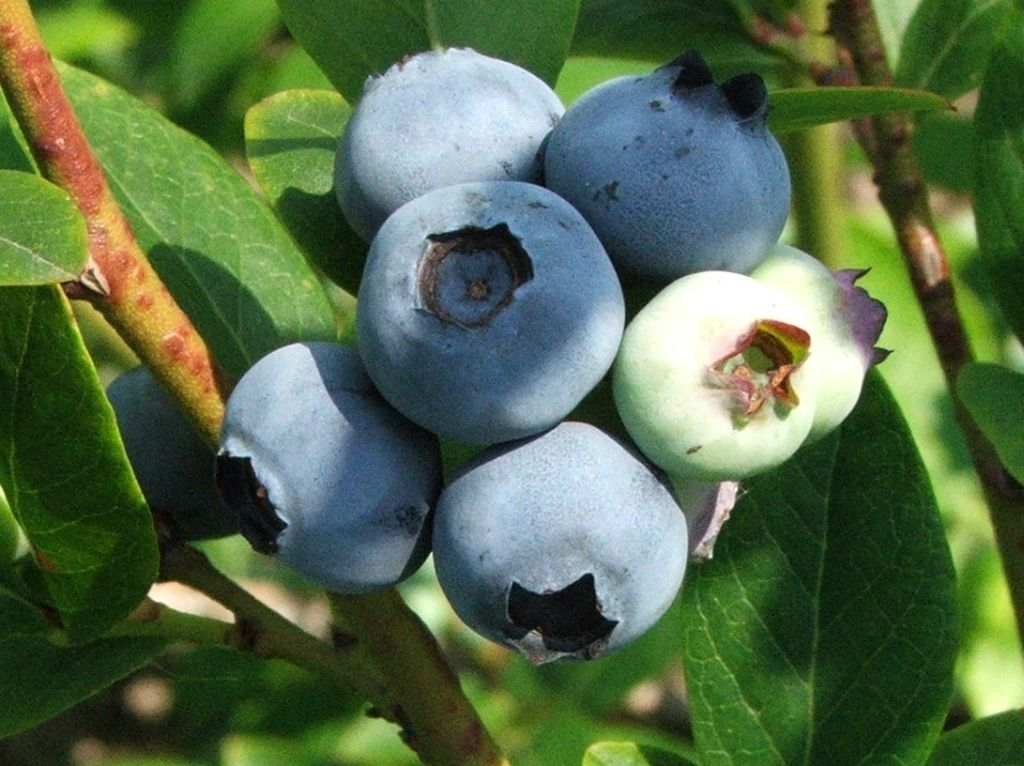
Frutos maduros e inmaduros de Vaccinium corymbosum

El vigor de las semillas que se forman dentro de una fruta puede afectar el crecimiento de la fruta misma. Por ejemplo, en dos especies de plantas cuya fruta madura de forma asincrónica (Vaccinium corymbosum y Amelanchier arborea), la fruta con más semillas maduró más rápido.

## Xenia y cultivos genéticamente modificados
Debido a la preocupación por el polen de los cultivos genéticamente modificados (GM), se están considerando formas estériles masculinas, particularmente del maíz. Las plantas fértiles no masculinas fértiles se deben cultivar con el cultivo modificado genéticamente para garantizar la polinización. En algunos casos, se ha observado un efecto de xenia debido a la diferencia genética entre las dos cepas que aumenta el rendimiento de grano y podría hacer que sea financieramente viable cultivar plantas estériles masculinas en tal mezcla. 